# Équipe de France de football en 2024
Maillots
Cet article traite de l'année 2024 de l'Équipe de France de football.

## Résultats détaillés
| Match amical                                       | France | 0 - 2   | Allemagne |                                                                                       |                                                                                       |
| 23 mars 2024 · 21 h 00 · Historique des rencontres | | (0 - 1) | 1re Wirtz · 49e Havertz (Musiala ) | Groupama Stadium, Décines-Charpieu Spectateurs : 52 000 Arbitrage : Jesús Gil Manzano | Groupama Stadium, Décines-Charpieu Spectateurs : 52 000 Arbitrage : Jesús Gil Manzano |
| 23 mars 2024 · 21 h 00 · Historique des rencontres | Samba - Koundé (Clauss, 60e), Pavard, Upamecano, L.Hernandez (T.Hernandez, 61e) - Rabiot, Tchouaméni (Fofana, 74e), Zaïre-Emery (Camavinga, 61e) - Mbappé , Dembélé (Kolo Muani, 83e), Thuram (Giroud, 61e) | Équipes | ter Stegen - Kimmich, Rüdiger, Tah, Mittelstädt - Andrich, Kroos (Anton, 90e) - Musiala (Füllkrug, 80e), Gündoğan (Müller, 72e), Wirtz (Führich, 72e) - Havertz (Undav, 80e) | Groupama Stadium, Décines-Charpieu Spectateurs : 52 000 Arbitrage : Jesús Gil Manzano | Groupama Stadium, Décines-Charpieu Spectateurs : 52 000 Arbitrage : Jesús Gil Manzano |

| Match amical                                       | France | 3 - 2   | Chili |                                                                            |                                                                            |
| 26 mars 2024 · 21 h 00 · Historique des rencontres | 19e Fofana (Mbappé ) · 25e Kolo Muani (T.Hernandez ) · 72e Giroud (Kolo Muani )                                                                                       | (2 - 1) | 6e Núñez (Isla ) · 82e Osorio | Stade Vélodrome, Marseille Spectateurs : 50 000 Arbitrage : Anthony Taylor | Stade Vélodrome, Marseille Spectateurs : 50 000 Arbitrage : Anthony Taylor |
| 26 mars 2024 · 21 h 00 · Historique des rencontres | Maignan - Clauss (Koundé, 11e), Saliba, Konaté, T.Hernandez - Camavinga (Guendouzi, 44e), Tchouaméni, Fofana - Mbappé , Kolo Muani (Diaby, 83e), Giroud (Thuram, 83e) | Équipes | Bravo - Isla (Fernández, 88e), Lichnovsky (Catalán, 88e), Díaz, Suazo - Echeverría (Pavez, 77e), Núñez (Pérez, 88e) - Osorio, Sánchez (Bolados, 77e), Dávila - Vargas (Brereton Díaz, 68e) | Stade Vélodrome, Marseille Spectateurs : 50 000 Arbitrage : Anthony Taylor | Stade Vélodrome, Marseille Spectateurs : 50 000 Arbitrage : Anthony Taylor |

| Match amical                                      | France | 3 - 0   | Luxembourg |                                                                               |                                                                               |
| 5 juin 2024 · 21 h 00 · Historique des rencontres | 43e Kolo Muani (Mbappé ) · 70e Clauss (Mbappé ) · 85e Mbappé (Barcola ) | (1 - 0) | | Stade Saint-Symphorien, Metz Spectateurs : 25 970 Arbitrage : Lawrence Visser | Stade Saint-Symphorien, Metz Spectateurs : 25 970 Arbitrage : Lawrence Visser |
| 5 juin 2024 · 21 h 00 · Historique des rencontres | Maignan - Koundé (Pavard, 63e), Upamecano (Saliba, 46e), Konaté, T.Hernandez (Clauss, 46e) - Fofana (Camavinga, 89e), Kanté (Zaïre-Emery, 63e), Griezmann (Giroud, 80e) - Mbappé , Kolo Muani, Thuram (Barcola, 80e) | Équipes | Moris - Dzogovic (Lohei, 80e), Chanot, Mahmutovic, Jans , Carlson - Sinani, Martins Pereira, Thill (Mustafic, 44e puis Philipps, 54e) - Olesen, Rodrigues | Stade Saint-Symphorien, Metz Spectateurs : 25 970 Arbitrage : Lawrence Visser | Stade Saint-Symphorien, Metz Spectateurs : 25 970 Arbitrage : Lawrence Visser |

| Match amical                                      | France | 0 - 0   | Canada |                                                                              |                                                                              |
| 9 juin 2024 · 21 h 15 · Historique des rencontres | | (0 - 0) | | Matmut Atlantique, Bordeaux Spectateurs : 40 835 Arbitrage : Fabio Verissimo | Matmut Atlantique, Bordeaux Spectateurs : 40 835 Arbitrage : Fabio Verissimo |
| 9 juin 2024 · 21 h 15 · Historique des rencontres | Maignan - Koundé, Saliba, Upamecano (Konaté, 62e), T.Hernandez (Mendy, 46e) - Camavinga, Kanté, Griezmann (Kolo Muani, 87e) - Dembélé (Mbappé, 74e), Thuram (Coman, 74e), Giroud (Barcola, 62e) | Équipes | Crépeau - Johnston (Laryea, 62e), Bombito, Cornelius (Miller, 71e), Davies (Hiebert, 84e) - Buchanan (Shaffelburg, 84e), Koné (Oluwaseyi, 84e), Eustáquio , Millar - David, Larin (Osorio, 71e) | Matmut Atlantique, Bordeaux Spectateurs : 40 835 Arbitrage : Fabio Verissimo | Matmut Atlantique, Bordeaux Spectateurs : 40 835 Arbitrage : Fabio Verissimo |

| Championnat d'Europe 2024                          | Autriche | 0 - 1   | France |                                                                                 |                                                                                 |
| 17 juin 2024 · 21 h 00 · Historique des rencontres | | (0 - 1) | 38e (csc) Wöber | Düsseldorf Arena, Düsseldorf Spectateurs : 46 425 Arbitrage : Jesús Gil Manzano | Düsseldorf Arena, Düsseldorf Spectateurs : 46 425 Arbitrage : Jesús Gil Manzano |
| 17 juin 2024 · 21 h 00 · Historique des rencontres | Pentz - Posch, Danso, Wöber (Trauner, 59e), Mwene (Prass, 88e) - Seiwald, Grillitsch (Wimmer, 59e) - Laimer (Schmid, 90e), Baumgartner, Sabitzer - Gregoritsch (Arnautović, 59e) | Équipes | Maignan - Koundé, Saliba, Upamecano, T.Hernandez - Rabiot (Camavinga, 71e), Kanté, Griezmann (Fofana, 90e) - Thuram, Dembélé (Kolo Muani, 71e), Mbappé (Giroud, 90e) | Düsseldorf Arena, Düsseldorf Spectateurs : 46 425 Arbitrage : Jesús Gil Manzano | Düsseldorf Arena, Düsseldorf Spectateurs : 46 425 Arbitrage : Jesús Gil Manzano |

| Championnat d'Europe 2024                          | Pays-Bas | 0 - 0   | France |                                                                           |                                                                           |
| 21 juin 2024 · 21 h 00 · Historique des rencontres | | (0 - 0) | | Stade de Leipzig, Leipzig Spectateurs : 38 531 Arbitrage : Anthony Taylor | Stade de Leipzig, Leipzig Spectateurs : 38 531 Arbitrage : Anthony Taylor |
| 21 juin 2024 · 21 h 00 · Historique des rencontres | Verbruggen - Dumfries, de Vrij, van Dijk , Aké - Schouten (Veerman, 73e), Reijnders - Frimpong (Geertruida, 73e), Simons (Wijnaldum, 73e), Gakpo - Depay (Weghorst, 79e) | Équipes | Maignan - Koundé, Saliba, Upamecano, T.Hernandez - Dembélé (Coman, 75e), Kanté, Tchouaméni, Rabiot - Griezmann , Thuram (Giroud, 75e) | Stade de Leipzig, Leipzig Spectateurs : 38 531 Arbitrage : Anthony Taylor | Stade de Leipzig, Leipzig Spectateurs : 38 531 Arbitrage : Anthony Taylor |

| Championnat d'Europe 2024                          | France | 1 - 1   | Pologne |                                                                             |                                                                             |
| 25 juin 2024 · 18 h 00 · Historique des rencontres | 56e (pen.) Mbappé | (0 - 0) | 79e (pen.) Lewandowski | BVB Stadion Dortmund, Dortmund Spectateurs : 59 728 Arbitrage : Marco Guida | BVB Stadion Dortmund, Dortmund Spectateurs : 59 728 Arbitrage : Marco Guida |
| 25 juin 2024 · 18 h 00 · Historique des rencontres | Maignan - Koundé, Saliba, Upamecano, T.Hernandez - Kanté (Griezmann, 61e), Tchouaméni (Fofana, 81e), Rabiot (Camavinga, 61e) - Barcola (Giroud, 61e), Dembélé (Kolo Muani, 86e), Mbappé | Équipes | Skorupski - Bednarek, Dawidowicz, Kiwior - Frankowski, Szymański (Świderski, 68e), Moder, Zieliński, Zalewski (Skóraś, 68e) - Urbański, Lewandowski | BVB Stadion Dortmund, Dortmund Spectateurs : 59 728 Arbitrage : Marco Guida | BVB Stadion Dortmund, Dortmund Spectateurs : 59 728 Arbitrage : Marco Guida |

| Championnat d'Europe 2024 - ⅛ de finale                | France | 1 - 0   | Belgique |                                                                            |                                                                            |
| 1er juillet 2024 · 18 h 00 · Historique des rencontres | 85e (csc) Vertonghen (Kolo Muani )                                                                                          | (0 - 0) | | Düsseldorf Arena, Düsseldorf Spectateurs : 46 810 Arbitrage : Glenn Nyberg | Düsseldorf Arena, Düsseldorf Spectateurs : 46 810 Arbitrage : Glenn Nyberg |
| 1er juillet 2024 · 18 h 00 · Historique des rencontres | Maignan - Koundé, Saliba, Upamecano, T.Hernandez - Rabiot, Tchouaméni, Kanté - Griezmann, Mbappé , Thuram (Kolo Muani, 62e) | Équipes | Casteels - Castagne (De Ketelaere, 88e), Faes, Vertonghen, Theate - Carrasco (Lukebakio, 88e), Onana, De Bruyne , Doku - Lukaku, Openda (Mangala, 63e) | Düsseldorf Arena, Düsseldorf Spectateurs : 46 810 Arbitrage : Glenn Nyberg | Düsseldorf Arena, Düsseldorf Spectateurs : 46 810 Arbitrage : Glenn Nyberg |

| Championnat d'Europe 2024 - ¼ de finale              | Portugal | 0 - 0 3 - 5 t. a. b.  | France |                                                                            |                                                                            |
| 5 juillet 2024 · 21 h 00 · Historique des rencontres | | (0 - 0, 0 - 0, 0 - 0) | | Volksparkstadion, Hambourg Spectateurs : 47 789 Arbitrage : Michael Oliver | Volksparkstadion, Hambourg Spectateurs : 47 789 Arbitrage : Michael Oliver |
| 5 juillet 2024 · 21 h 00 · Historique des rencontres | Ronaldo · Silva · Félix · Mendes | Tirs au but 3 - 5     | Dembélé · Fofana · Koundé · Barcola · Hernandez · | Volksparkstadion, Hambourg Spectateurs : 47 789 Arbitrage : Michael Oliver | Volksparkstadion, Hambourg Spectateurs : 47 789 Arbitrage : Michael Oliver |
| 5 juillet 2024 · 21 h 00 · Historique des rencontres | Costa - Cancelo (Semedo, 74e), Dias, Pepe, Nuno Mendes - Palhinha (Neves, 90e), Vitinha (Nunes, 119e) - Silva, Fernandes (Conceição, 75e), Leão (Félix, 106e) - Ronaldo | Équipes               | Maignan - Koundé, Saliba, Upamecano, T.Hernandez - Camavinga (Fofana, 91e), Tchouaméni, Kanté - Griezmann (Dembélé, 67e) - Mbappé (Barcola, 106e), Kolo Muani (Thuram, 86e) | Volksparkstadion, Hambourg Spectateurs : 47 789 Arbitrage : Michael Oliver | Volksparkstadion, Hambourg Spectateurs : 47 789 Arbitrage : Michael Oliver |

| Championnat d'Europe 2024 - ½ finale                 | Espagne | 2 - 1   | France |                                                                              |                                                                              |
| 9 juillet 2024 · 21 h 00 · Historique des rencontres | 21e Yamal (Morata ) · 25e Olmo | (2 - 1) | 9e Kolo Muani (Mbappé ) | Munich Football Arena, Munich Spectateurs : 70 091 Arbitrage : Slavko Vinčić | Munich Football Arena, Munich Spectateurs : 70 091 Arbitrage : Slavko Vinčić |
| 9 juillet 2024 · 21 h 00 · Historique des rencontres | Simón - Navas (Vivian, 58e), Nacho, Laporte, Cucurella - Rodri, Ruiz - Yamal (Torres, 90e), Olmo (Merino, 76e), Williams (Zubimendi, 90e) - Morata (Oyarzabal, 76e) | Équipes | Maignan - Koundé, Saliba, Upamecano, T.Hernandez - Rabiot (Camavinga, 62e), Tchouaméni, Kanté (Griezmann, 62e) - Dembélé (Giroud, 79e) - Mbappé , Kolo Muani (Barcola, 63e) | Munich Football Arena, Munich Spectateurs : 70 091 Arbitrage : Slavko Vinčić | Munich Football Arena, Munich Spectateurs : 70 091 Arbitrage : Slavko Vinčić |

| Ligue des nations                                      | France | 1 - 3   | Italie |                                                                         |                                                                         |
| 6 septembre 2024 · 20 h 45 · Historique des rencontres | 1re Barcola | (1 - 1) | 29e Dimarco (Tonali ) · 50e Frattesi (Retegui ) · 73e Raspadori (Udogie ) | Parc des Princes, Paris Spectateurs : 44 266 Arbitrage : Sandro Schärer | Parc des Princes, Paris Spectateurs : 44 266 Arbitrage : Sandro Schärer |
| 6 septembre 2024 · 20 h 45 · Historique des rencontres | Maignan - Clauss (Koundé, 77e), Konaté, Saliba, T.Hernandez - Fofana (Koné, 57e) - Kanté (Zaïre-Emery, 77e), Olise (Dembélé, 57e) - Griezmann (Thuram, 77e) - Barcola, Mbappé | Équipes | Donnarumma - Di Lorenzo, Bastoni, Calafiori (Buongiorno , 70e) - Frattesi (Udogie, 60e) - Cambiaso, Ricci, Tonali, Pellegrini (Raspadori, 45e) - Dimarco (Brescianini, 80e) - Retegui (Kean, 80e) | Parc des Princes, Paris Spectateurs : 44 266 Arbitrage : Sandro Schärer | Parc des Princes, Paris Spectateurs : 44 266 Arbitrage : Sandro Schärer |

| Ligue des nations                                      | France | 2 - 0   | Belgique |                                                                                    |                                                                                    |
| 9 septembre 2024 · 20 h 45 · Historique des rencontres | 29e Kolo Muani · 57e Dembélé | (1 - 0) | | Groupama Stadium, Décines-Charpieu Spectateurs : 42 358 Arbitrage : Tobias Stieler | Groupama Stadium, Décines-Charpieu Spectateurs : 42 358 Arbitrage : Tobias Stieler |
| 9 septembre 2024 · 20 h 45 · Historique des rencontres | Maignan - Koundé, Saliba, Upamecano, Digne - Koné, Kanté (Fofana, 90e), Guendouzi (Griezmann, 79e) - Thuram (Barcola, 67e), Dembélé (Olise, 80e), Kolo Muani (Mbappé, 67e) | Équipes | Casteels - Faes, Debast, Theate, Castagne (Meunier, 83e) - Tielemans (Mangala, 60e), Onana - Lukebakio (Bakayoko, 60e), De Bruyne , Doku (Duranville, 83e) - Openda (De Ketelaere, 69e) | Groupama Stadium, Décines-Charpieu Spectateurs : 42 358 Arbitrage : Tobias Stieler | Groupama Stadium, Décines-Charpieu Spectateurs : 42 358 Arbitrage : Tobias Stieler |

| Ligue des nations                                     | Israël | 1 - 4   | France |                                                                              |                                                                              |
| 10 octobre 2024 · 20 h 45 · Historique des rencontres | 24e Gandelman (Gloukh ) | (1 - 2) | 7e Camavinga · 28e Nkunku · 87e Guendouzi (T.Hernandez ) · 89e Barcola (Guendouzi ) | Bozsik Aréna (en), Budapest Spectateurs : 2 226 Arbitrage : Nikola Dabanović | Bozsik Aréna (en), Budapest Spectateurs : 2 226 Arbitrage : Nikola Dabanović |
| 10 octobre 2024 · 20 h 45 · Historique des rencontres | Glazer - Feingold, Nachmias, Baltaxa - Abada, Jaber (Gropper, 76e), Abu Fani (Azoulay, 67e), Biton (Gropper, 76e) - Gandelman (Peretz, 62e), Baribo (Khalaili, 62e), Gloukh | Équipes | Maignan - Koundé, Konaté, Saliba, T.Hernandez (Digne, 90e) - Tchouaméni (Zaïre-Emery, 90e), Camavinga (Fofana, 70e) - Dembélé, Olise (Barcola, 70e), Nkunku (Guendouzi, 77e) - Kolo Muani | Bozsik Aréna (en), Budapest Spectateurs : 2 226 Arbitrage : Nikola Dabanović | Bozsik Aréna (en), Budapest Spectateurs : 2 226 Arbitrage : Nikola Dabanović |

| Ligue des nations                                     | Belgique | 1 - 2   | France |                                                                             |                                                                             |
| 14 octobre 2024 · 20 h 45 · Historique des rencontres | 45+3e Openda (Castagne ) | (1 - 1) | 35e (pen.) Kolo Muani · 62e Kolo Muani (Digne ) | Stade Roi Baudouin, Bruxelles Spectateurs : 39 731 Arbitrage : Irfan Peljto | Stade Roi Baudouin, Bruxelles Spectateurs : 39 731 Arbitrage : Irfan Peljto |
| 14 octobre 2024 · 20 h 45 · Historique des rencontres | Casteels - Debast, Faes, Theate, Castagne (De Cuyper, 67e) - Mangala (Vranckx, 67e) - Doku, De Ketelaere (Lukebakio, 81e), Tielemans (Engels, 82e), Trossard - Openda | Équipes | Maignan - Koundé, Konaté, Saliba, Digne - Koné, Tchouaméni , Guendouzi (Camavinga, 74e) - Dembélé (Fofana, 79e), Kolo Muani (Thuram, 90e), Barcola (Nkunku, 74e) | Stade Roi Baudouin, Bruxelles Spectateurs : 39 731 Arbitrage : Irfan Peljto | Stade Roi Baudouin, Bruxelles Spectateurs : 39 731 Arbitrage : Irfan Peljto |

| Ligue des nations                                      | France | 0 - 0   | Israël |                                                                              |                                                                              |
| 14 novembre 2024 · 21 h 00 · Historique des rencontres | | (0 - 0) | | Stade de France, Saint-Denis Spectateurs : 16 611 Arbitrage : Tobias Stieler | Stade de France, Saint-Denis Spectateurs : 16 611 Arbitrage : Tobias Stieler |
| 14 novembre 2024 · 21 h 00 · Historique des rencontres | Maignan - Koundé, Konaté, Upamecano, T.Hernandez - Zaïre-Emery (Thuram, 78e), Kanté , Camavinga (Rabiot, 71e) - Olise (Coman, 71e), Kolo Muani, Barcola (Nkunku, 71e) | Équipes | Peretz - Abada (Haziza, 80e), Goldberg, Shlomo, Nachmias, Yehezkel (Khalaili, 84e) - Gloukh, Abu Fani, Jaber, Solomon (Saba, 73e) - Turgeman (D.David, 73e) | Stade de France, Saint-Denis Spectateurs : 16 611 Arbitrage : Tobias Stieler | Stade de France, Saint-Denis Spectateurs : 16 611 Arbitrage : Tobias Stieler |

| Ligue des nations                                      | Italie | 1 - 3   | France |                                                                      |                                                                      |
| 17 novembre 2024 · 20 h 45 · Historique des rencontres | 35e Cambiaso (Dimarco ) | (1 - 2) | 3e Rabiot (Digne ) · 33e (csc) Vicario · 65e Rabiot (Digne )                                                                  | Stade San Siro, Milan Spectateurs : 68 158 Arbitrage : Slavko Vinčić | Stade San Siro, Milan Spectateurs : 68 158 Arbitrage : Slavko Vinčić |
| 17 novembre 2024 · 20 h 45 · Historique des rencontres | Vicario - Di Lorenzo, Buongiorno, Bastoni - Cambiaso (Maldini, 78e), Frattesi (Raspadori, 67e), Locatelli (Rovella, 67e), Tonali, Dimarco (Udogie, 83e) - Barella, Retegui (Kean, 66e) | Équipes | Maignan - Koundé (Pavard, 82e), Konaté , Saliba, Digne - Guendouzi, Koné, Rabiot - Nkunku - Kolo Muani, Thuram (Barcola, 78e) | Stade San Siro, Milan Spectateurs : 68 158 Arbitrage : Slavko Vinčić | Stade San Siro, Milan Spectateurs : 68 158 Arbitrage : Slavko Vinčić |

## Statistiques

### Temps de jeu des joueurs
| Joueurs             |                 |                 |                 |                 |                 |                 |                 |                 |                 |                 |                 |                 |                 |                 |                 |                 | Total           |
| Gardiens de but     | Gardiens de but | Gardiens de but | Gardiens de but | Gardiens de but | Gardiens de but | Gardiens de but | Gardiens de but | Gardiens de but | Gardiens de but | Gardiens de but | Gardiens de but | Gardiens de but | Gardiens de but | Gardiens de but | Gardiens de but | Gardiens de but | Gardiens de but |
| ------------------- | --------------- | --------------- | --------------- | --------------- | --------------- | --------------- | --------------- | --------------- | --------------- | --------------- | --------------- | --------------- | --------------- | --------------- | --------------- | --------------- | --------------- |
| Mike Maignan        | r               | 90              | 90              | 90              | 90              | 90              | 90              | 90              | 120             | 90              | 90              | 90              | 90              | 90 · 78e        | 90              | 90              | 1380            |
| Alphonse Areola     | r               | r               | r               | r               | r               | r               | r               | r               | r               | r               | r               | r               | r               | r               |                 |                 | 0               |
| Brice Samba         | 90              | r               | r               | r               | r               | r               | r               | r               | r               | r               | r               | r               | r               | r               | r               | r               | 90              |
| Lucas Chevalier     |                 |                 |                 |                 |                 |                 |                 |                 |                 |                 |                 |                 |                 |                 | r               | r               | 0               |
| Défenseurs          |                 |                 |                 |                 |                 |                 |                 |                 |                 |                 |                 |                 |                 |                 |                 |                 |                 |
| Lucas Hernandez     | 61e             | r               |                 |                 |                 |                 |                 |                 |                 |                 |                 |                 |                 |                 |                 |                 | 61              |
| Théo Hernandez      | 61e             | 90              | 46e             | 46e             | 90              | 90              | 90              | 90              | 120             | 90              | 90              | r               | 90e             | r               | 90              | r               | 1051            |
| Jules Koundé        | 60e             | 11e             | 63e             | 90              | 90              | 90              | 90              | 90              | 120             | 90              | 77e             | 90              | 90              | 90              | 90              | 82e             | 1317            |
| Dayot Upamecano     | 90              | r               | 46e             | 62e             | 90              | 90              | 90              | 90              | 120             | 90              | r               | 90              |                 |                 | 90              | r               | 948             |
| Ibrahima Konaté     | r               | 90              | 90              | 62e             | r               | r               | r               | r               | r               | r               | 90              | r               | 90              | 90 · 45e        | 90              | 90              | 658             |
| Benjamin Pavard     | 90              | r               | 63e             | r               | r               | r               | r               | r               | r               | r               |                 |                 |                 |                 | r               | 82e             | 117             |
| William Saliba      | r               | 90              | 46e             | 90              | 90              | 90              | 90              | 90              | 120 · 84e       | 90              | 90              | 90              | 90              | 90 · 22e        | r               | 90              | 1244            |
| Jonathan Clauss     | 60e             | 11e             | 46e · 70e       | r               | r               | r               | r               | r               | r               | r               | 77e             | r               | r               | r               | r               |                 | 162             |
| Ferland Mendy       |                 |                 | r               | 46e             | r               | r               | r               | r               | r               | r               |                 |                 |                 |                 |                 |                 | 44              |
| Lucas Digne         |                 |                 |                 |                 |                 |                 |                 |                 |                 |                 | r               | 90 · 8e         | 90e             | 90 · 7e         | r               | 90              | 360             |
| Wesley Fofana       |                 |                 |                 |                 |                 |                 |                 |                 |                 |                 |                 |                 | r               | r               |                 |                 | 0               |
| Loïc Badé           |                 |                 |                 |                 |                 |                 |                 |                 |                 |                 |                 |                 | r               | r               |                 |                 | 0               |
| Milieux de terrain  |                 |                 |                 |                 |                 |                 |                 |                 |                 |                 |                 |                 |                 |                 |                 |                 |                 |
| Antoine Griezmann   |                 |                 | 80e             | 87e             | 90e             | 90              | 61e             | 90 · 23e        | 67e             | 62e             | 77e             | 79e             |                 |                 |                 |                 | 649             |
| N'Golo Kanté        |                 |                 | 63e             | 90              | 90              | 90              | 61e             | 90              | 120             | 62e             | 77e             | 90e             |                 |                 | 90              | r               | 923             |
| Aurélien Tchouaméni | 74e             | 90              | r               | r               | r               | 90              | 81e             | 90 · 14e        | 120             | 90 · 60e        |                 |                 | 90e             | 76 · 24e · 76e  |                 |                 | 801             |
| Adrien Rabiot       | 90 · 73e        | r               | r               | r               | 71e             | 90              | 61e · 43e       | 90 · 24e        |                 | 62e             |                 |                 |                 |                 | 71e             | 90 · 3e · 65e   | 573             |
| Eduardo Camavinga   | 61e             | 44e             | 89e             | 90 · 40e        | 71e             | r               | 61e             | r               | 91e             | 62e · 89e       |                 |                 | 70e · 7e · 18e  | 74e             | 71e · 35e       |                 | 630             |
| Mattéo Guendouzi    | r               | 44e             |                 |                 |                 |                 |                 |                 |                 |                 | r               | 79e             | 77e · 87e       | 74e             | r               | 90 · 90+3e      | 302             |
| Youssouf Fofana     | 74e             | 90 · 19e        | 89e             | r               | 90e             | r               | 81e             | r               | 91e             | r               | 57e             | 90e             | 70e             | 79e             |                 |                 | 330             |
| Warren Zaïre-Emery  | 61e             | r               | 63e             | r               | r               | r               | r               | r               | r               | r               | 77e             |                 | 90e             | r               | 78e             | r               | 180             |
| Manu Koné           |                 |                 |                 |                 |                 |                 |                 |                 |                 |                 | 57e · 60e       | 90 · 4e         | r               | 90              | r               | 90              | 303             |
| Attaquants          |                 |                 |                 |                 |                 |                 |                 |                 |                 |                 |                 |                 |                 |                 |                 |                 |                 |
| Kylian Mbappé       | 90 · 68e        | 90              | 90 · 85e        | 74e             | 90e · 90e       | r               | 90 · 56e        | 90              | 106e            | 90              | 90              | 67e             |                 |                 |                 |                 | 826             |
| Olivier Giroud      | 61e             | 83e · 72e       | 80e             | 62e             | 90e             | 75e             | 61e             | r               | r               | 79e             |                 |                 |                 |                 |                 |                 | 230             |
| Ousmane Dembélé     | 83e             | r               | r               | 74e             | 71e · 56e       | 75e             | 86e             | r               | 67e             | 79e             | 57e             | 80e · 57e       | 90              | 79e             |                 |                 | 773             |
| Kingsley Coman      |                 |                 | r               | 74e             | r               | 75e             | r               | r               | r               | r               |                 |                 |                 |                 | 71e             | r               | 50              |
| Marcus Thuram       | 61e             | 83e             | 80e             | 74e             | 90              | 75e             | r               | 62e             | 86e             | r               | 77e             | 67e             | r               | 90e             | 78e             | 78e             | 624             |
| Moussa Diaby        | r               | 83e             |                 |                 |                 |                 |                 |                 |                 |                 |                 |                 |                 |                 |                 |                 | 7               |
| Christopher Nkunku  |                 |                 |                 |                 |                 |                 |                 |                 |                 |                 |                 |                 | 77e · 28e       | 74e             | 71e             | 90              | 202             |
| Randal Kolo Muani   | 83e             | 83e · 25e       | 90 · 43e        | 87e             | 71e             | r               | 86e             | 62e             | 86e             | 63e · 9e        | r               | 67e · 29e       | 90              | 90e · 35e · 62e | 90              | 90 · 44e        | 782             |
| Bradley Barcola     |                 |                 | 80e             | 62e             | r               | r               | 61e             | r               | 106e            | 63e             | 90              | 67e             | 70e · 89e       | 74e             | 71e             | 78e             | 430             |
| Michael Olise       |                 |                 |                 |                 |                 |                 |                 |                 |                 |                 | 57e             | 80e             | 70e             | r               | 71e             | r               | 208             |

Un « r » indique un joueur qui était dans les remplaçants mais qui n'est pas entré en jeu.

## Aspects socio-économiques

### Audiences télévisuelles
| Jour de diffusion | Match               | Compétition                        | Diffuseur | Téléspectateurs | Part d'audience | Référence |
| ----------------- | ------------------- | ---------------------------------- | --------- | --------------- | --------------- | --------- |
| 23 mars 2024      | France – Allemagne  | Amical                             | TF1       | 5 611 000       | 30,1 %          | [ 4 ]     |
| 26 mars 2024      | France – Chili      | Amical                             | TF1       | 4 889 000       | 24,9 %          | [ 5 ]     |
| 5 juin 2024       | France – Luxembourg | Amical                             | TF1       | 4 997 000       | 25,5 %          | [ 6 ]     |
| 9 juin 2024       | France – Canada     | Amical                             | TF1       | 4 416 000       | 22,8 %          | [ 7 ]     |
| 17 juin 2024      | Autriche – France   | Championnat d'Europe (Groupe D)    | TF1       | 11 249 000      | 47,6 %          | [ 8 ]     |
| 21 juin 2024      | Pays-Bas – France   | Championnat d'Europe (Groupe D)    | M6        | 10 205 000      | 47,4 %          | [ 9 ]     |
| 25 juin 2024      | France – Pologne    | Championnat d'Europe (Groupe D)    | TF1       | 9 348 000       | 53,8 %          | [ 10 ]    |
| 1er juillet 2024  | France – Belgique   | Championnat d'Europe (⅛ de finale) | TF1       | 10 987 000      | 56,5 %          | [ 11 ]    |
| 5 juillet 2024    | Portugal – France   | Championnat d'Europe (¼ de finale) | M6        | 12 656 000      | 58 %            | [ 12 ]    |
| 9 juillet 2024    | Espagne – France    | Championnat d'Europe (½ finale)    | TF1       | 16 120 000      | 61,2 %          | [ 13 ]    |
| 6 septembre 2024  | France – Italie     | Ligue des nations                  | TF1       | 5 060 000       | 27,4 %          | [ 14 ]    |
| 9 septembre 2024  | France – Belgique   | Ligue des nations                  | TF1       | 5 128 000       | 24,8 %          | [ 15 ]    |
| 10 octobre 2024   | Israël – France     | Ligue des nations                  | TF1       | 3 982 000       | 21,3 %          | [ 16 ]    |
| 14 octobre 2024   | Belgique – France   | Ligue des nations                  | TF1       | 4 735 000       | 22,7 %          | [ 17 ]    |
| 14 novembre 2024  | France – Israël     | Ligue des nations                  | TF1       | 4 950 000       | 24,7 %          | [ 18 ]    |
| 17 novembre 2024  | Italie – France     | Ligue des nations                  | TF1       | 5 136 000       | 24,8 %          | [ 19 ]    |